# St Pancras (nádraží)

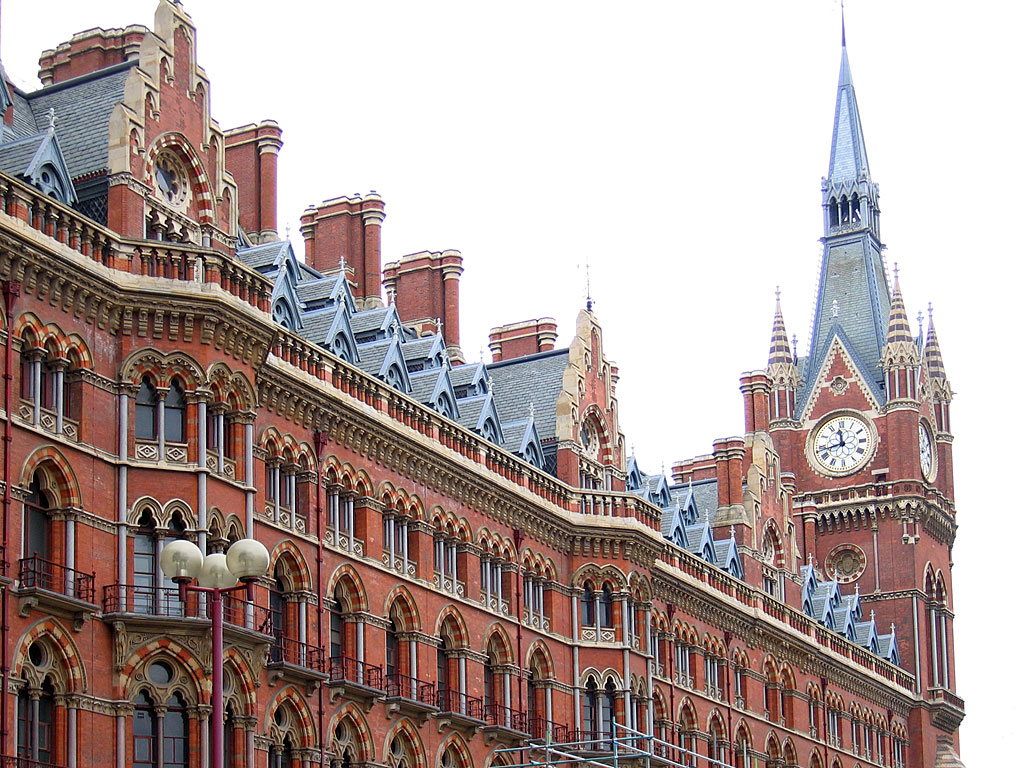
Železniční stanice St Pancras

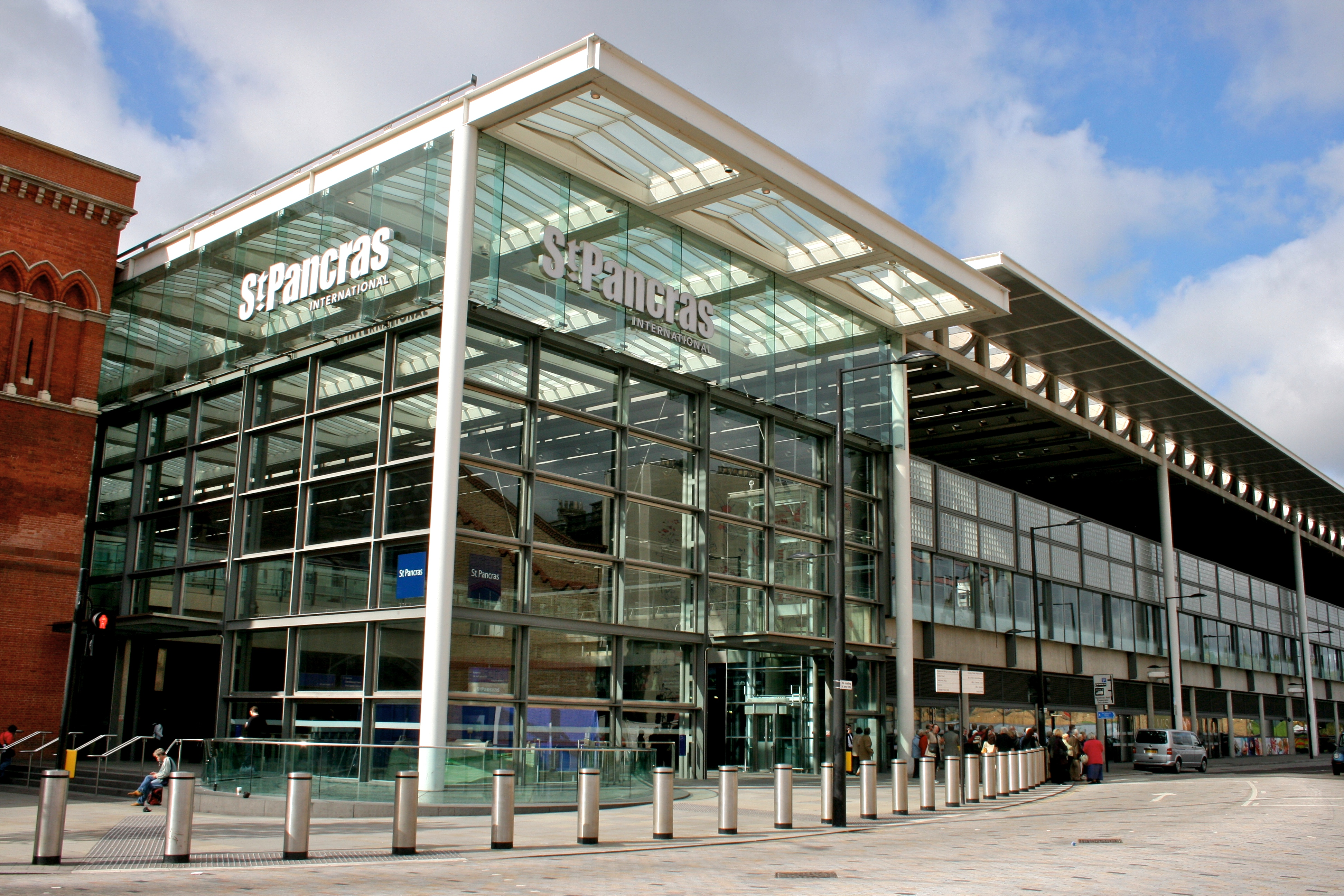
Hlavní vchod

St Pancras je jeden z nejvýznamnějších železničních terminálů v Londýně. Nachází se ve čtvrti King's Cross, v městském obvodě Camden, v těsném sousedství stanice King's Cross. Obě železniční stanice sdílí společnou stanici londýnského metra – King's Cross St. Pancras.
Od 14. listopadu 2007 se stanice stala koncovou pro vysokorychlostní vlaky TGV Eurostar z evropské pevniny, díky čemuž získala přímé spojení přes Eurotunel zejména s Paříží a Bruselem. Tuto funkci převzala po stanici Waterloo International, která ji zastávala od 14. listopadu 1994.